# Kosjava
Kosjava (bulgariska: Кошава) är ett distrikt i Bulgarien. Det ligger i kommunen Obsjtina Vidin och regionen Vidin, i den nordvästra delen av landet, 150 km norr om huvudstaden Sofia.

## Befolkning
Runt Kosjava är det ganska tätbefolkat, med 75 invånare per kvadratkilometer.

## Trakt
Trakten runt Kosjava består till största delen av jordbruksmark.

## Sevärdheter
I Kosjava finns en bulgarisk-ortodox kyrkobyggnad vid namn Heliga Treenighetens kyrka.